# بنفشه حجازی
بنفشه حجازی، (متولد ۱۳۳۳ بروجرد) شاعر، نویسنده و پژوهشگر تاریخ زنان است از آثار او می‌توان به رمان ایمپالا ی سرخ (۱۳۸۸) اشاره کرد. وی مدیر مسئول بخش ادبی سایت مشاهیر هنر ایران - ققنوس است.

### رمان
- ۱۳۸۸ - ایمپالای سرخ. تهران، انتشارات افراز.
- ۱۳۸۸ - اعترافات یک عکاس. روشنگران و مطالعات زنان.
- ۱۳۸۳ - بیسکویت نیم خورده. نشر همراه.
- ۱۳۸۱ - نرگس + عشق. قصیده سرا.
- ۱۳۷۸ - ماه گریخته در پیراهن. گفتمان خلاق.
- ۱۳۶۶ - گزارشی از ستون‌زار. تمدن.

### مجموعه اشعار
- اعتراف می‌کنم (مجموعهٔ شعر نو)، نشر همراه، ۱۳۸۳
- یک منظومهٔ آواره و بیست ترانهٔ سرگردان (مجموعهٔ شعر نو با ناصر نجفی)، فارسی- انگلیسی، تهران، سالی، ۱۳۷۹
- نپرس چرا سکوت می‌کنم (مجموعهٔ شعر نو)، فارسی – انگلیسی، تهران، گیل، ۱۳۷۶
- به انکار عشق تو ناگزیرم (مجموعهٔ شعر نو) تهران، روشنگران، ۱۳۷۲
- رؤیای انار (مجموعه شعر نو) تهران، سیامک، ۱۳۶۵

### داستان‌های کودکان
- تارا و ماه (داستان کودکان) تهران، وزارت نیرو - توانیر، ۱۳۷۶

### سایر آثار
- تاریخ هیچ‌کس؛ بررسی جایگاه زن ایرانی در عصر زندیه و افشاریه. تهران، قصیده سرا، ۱۳۸۵
- زن تاریخ :بررسی جایگاه زن از عهد باستان تا پایان دوره ساسانیان. تهران، قصیده سرا، ۱۳۸۵
- چند کلمه از مادرشوهر:. بررسی جایگاه زن در امثال حکم و اشعار عامیانه زبان فارسی. تهران، فرزان روز، ۱۳۸۵
- زنان ترانه؛ بررسی حضور زن در ترانه‌ها و اشعار عامیانه. تهران، قصیده سرا، ۱۳۸۴
- تذکره اندرونی: شرح حال و شعر شاعران زن قرن سیزدهم تا پهلوی اول. تهران، قصیده سرا (و) روشنگران، ۱۳۸۳
- تاج الرّجال: رابعه عدویه. تهران، شالیزار، ۱۳۸۲
- دایره حیرت؛ زندگینامه علمی و ادبی حکیم عمر خیام. تهران، دانش فریار، ۱۳۸۱
- ضعیفه؛ بررسی جایگاه زن ایرانی در عصر صفوی. تهران، قصیده سرا، ۱۳۸۱ (چاپ اول) ۱۳۸۱ چاپ دوم
- به زیر مقنعه؛ بررسی جایگاه زن ایرانی از قرن اول تا عصر صفوی. تهران، نشر علم، ۱۳۷۶
- ادبیات کودکان و نوجوانان؛ ویژگیها و جنبه‌ها. تهران، روشنگران و مطالعات زنان (چاپ دوم ۱۳۷۷، چاپ سوم ۱۳۷۹، چاپ چهارم ۱۳۸۰، چاپ پنجم ۱۳۸۱، چاپ ششم ۱۳۸۲، چاپ هفتم ۱۳۸۳، چاپ هشتم ۱۳۸۴، چاپ نهم ۱۳۸۵، چاپ دهم ۱۳۸۷)
- زن به ظن تاریخ؛ بررسی جایگاه زن در ایران باستان. تهران، شهراب، ۱۳۷۱
- زن در مثل: امثال و حکم مربوط به زنان در زبان فارسی[۴]

## آثار منتشر شده به انگلیسی
- ۱۹۸۶: The Dream of Pomegranate (collection of poems)
- ۱۹۸۷: A Report on Sotoonzar (novella)
- ۱۹۹۲: Women According to History (research on women before Islam)
- ۱۹۹۳: I'm obliged to deny your love (collection of poems)
- ۱۹۹۵/۹۸/۹۹/۰۰۱/۰۰۲/۰۰۳:Children&Young Adult's Literature
- ۱۹۹۷: Under the Scarf (research on women after Islam to the Safavid)
- ۱۹۹۷: Ask Me Not Why I'm Silent (collection of poems .Persian-English)
- ۱۹۹۷: Tara and the Moon (story for children)
- ۱۹۹۹ :The Scaped Moon in the Shirt (novel)
- ۲۰۰۰: A Wondering Collection& Twenty Stray Melodies (collection of poems. Persian- English, with Naser Najafi)
- ۲۰۰۲ :Zaeefe (research on women- Safavid)
- ۲۰۰۲: Circel of Wonder: Biography of khayyam: scientific &literal
- ۲۰۰۳ :Taj Al Rejal:Rabe'e Adawiyye (Biography of a famous mystic Woman)
- ۲۰۰۳: Narcissus + Love (novel)
- ۲۰۰۴: Half eaten Biscuit (novel)
- ۲۰۰۴: I Confess (collection of Poems)
- ۲۰۰۴: Tazkereh Andarooni:Biography and Poems of Iranian poetesses from13 th century to the Pahlavi period?
- ۲۰۰۶: The No-One's History; The Study on Women's Seat in the Afsharye and Zandye's Age
- ۲۰۰۶: The Women History; The study on Women's Seat from Ancient History to the End of Sassanid Age
- ۲۰۰۶: A Few words from Mother-in-law; A research on Women's Seat in Persian Proverbs and Folkloric Poetry